# 方波 (1960年)
方波（1960年7月—），男，汉族，河南商城人，1981年9月加入中国共产党，中华人民共和国政治人物。

## 生平
1976年7月参加工作，先后任河南省商城县粮食局工作人员，商城县团委工作人员，商城县团委宣传部副部长，商城县团委书记，商城县双椿铺乡党委书记、人大主席。其间于1983年8月至1985年6月在郑州大学哲学系哲学专业学习获大学专科学历。
1992年10月起，先后任河南省商城县委常委、办公室主任，河南省信阳市（县级市）委副书记、纪委书记，信阳市浉河区委副书记，信阳市乡镇企业局局长、党组书记。其间于1993年9月至1995年12月在河南省委党校经济专业学习获大学学历。
2001年8月，任河南省固始县委副书记、县长。其间于2003年3月至2006年1月在中共中央党校研究生院政治学理论专业学习获研究生学历。2008年2月，任固始县委书记。2008年7月，升任河南省信阳市委常委。2011年9月，任河南省信阳市委常委、统战部部长。
2018年7月，因涉嫌严重违纪违法，接受河南省纪委纪律审查和监察调查。